# Pratt & Miller

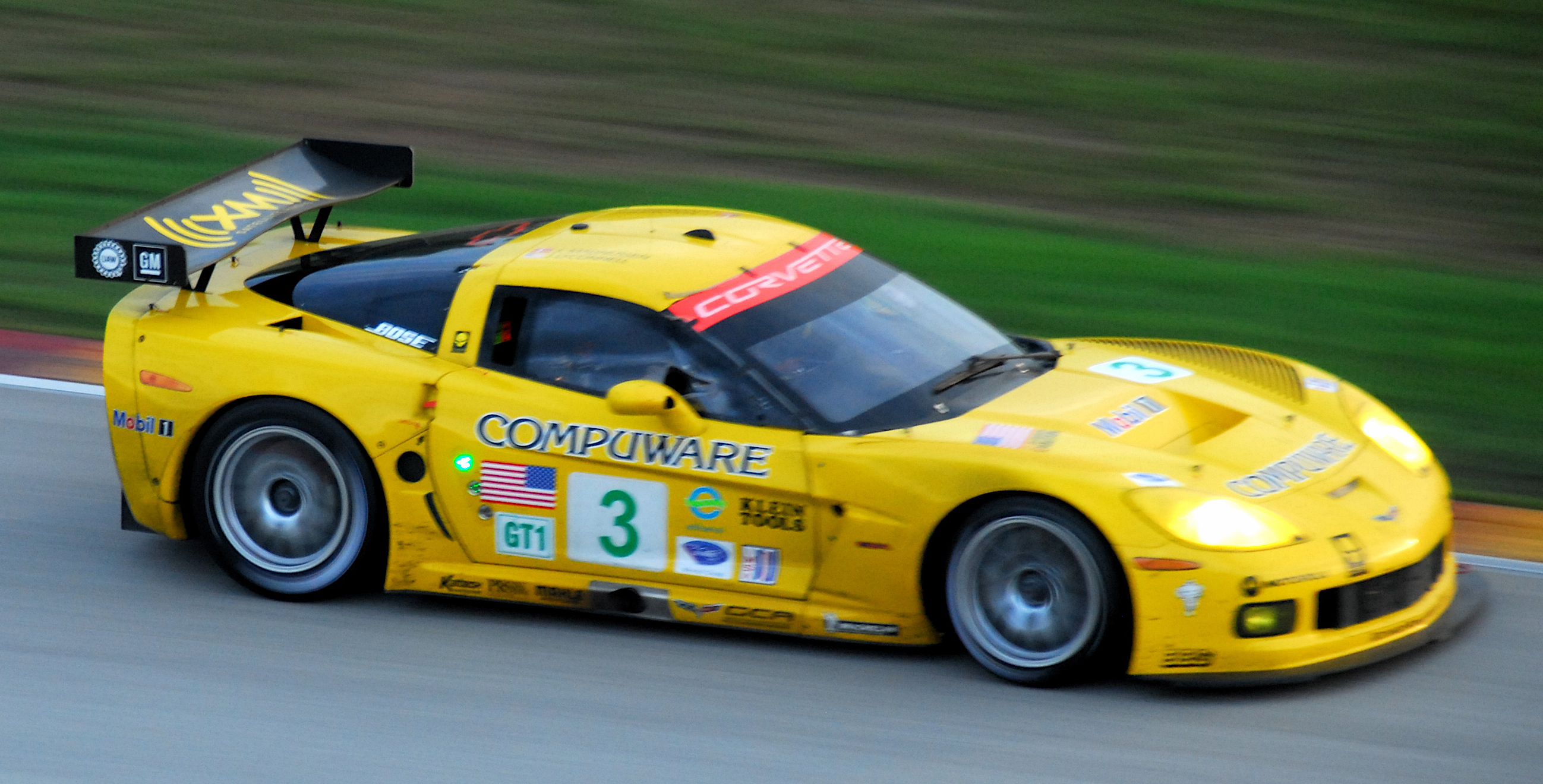
Chevrolet Corvette C6.R de Pratt & Miller en 2007.

Pratt Miller Engineering, también conocida como Pratt & Miller, es una empresa estadounidense involucrada en las industrias automotriz y de armas. Fue fundada por Gary Pratt y Jim Miller en 1989. Se agregó una división de defensa en 2013 y la empresa fue adquirida por Oshkosh Corporation en 2020. La empresa tiene su sede en la comunidad no incorporada de New Hudson, en el municipio de Lyon, condado de Oakland, Michigan. Son más conocidos como proveedores de servicios para muchos de los programas de automovilismo de General Motors (GM), incluida la operación del equipo Corvette Racing.

## Historia
Uno de los primeros productos de la compañía fue el sport prototipo Intrepid RM-1 GTP, construido en 1991.
Desde su alianza con GM, Pratt & Miller han ganado numerosos campeonatos y eventos prestigiosos. Corvette Racing ha ganado su clase en las 24 Horas de Le Mans ocho veces, en la 12 Horas de Sebring en 12 ocasiones y obtuvo la victoria general en las 24 Horas de Daytona en 2001. Además, ganó siete campeonatos consecutivos de la American Le Mans Series, Cadillac Racing ganó siete campeonatos del Pirelli World Challenge, mientras que el equipo The Racer's Group, con Pontiac GTO.R construidos por Pratt & Miller, ganó el campeonato de la Rolex Sports Car Series en 2006.
El pequeño bloque motor LS7.R construido por Katech de GM Racing fue nombrado Motor del año de automovilismo mundial 2006. Katech fabricó los motores C5-R y LS7.R que impulsaron los Corvettes C5-R y C6.R en las clases GTS/GT1 de ALMS y las 24 Horas de Le Mans. Después de Le Mans 2009, Corvette Racing cambió a la clase GT2 y decidió traer las construcciones internas del motor. Corvette Racing ganó los campeonatos de equipos y fabricantes de American Le Mans Series GT de 2012 y 2013.
Pratt & Miller desarrolló una versión afinada para la carretera del Chevrolet Corvette C6 llamada C6RS. El C6RS estaba propulsado por un motor basado en LS de 500 pulgadas cúbicas desarrollado y construido por Katech Inc.
En 2020, Pratt & Miller desarrolló su creación más reciente, el Chevrolet Corvette C8.R, con el cual compite en IMSA SportsCar Championship y en el Campeonato Mundial de Resistencia.

## Automóviles
- Intrepid RM-1 (GTP)
- Chevrolet Corvette C5-R (GTS/GT1)
- Pontiac GTO.Rs (Grand-Am GT)
- Chevrolet Camaro GT (Grand-Am GT)

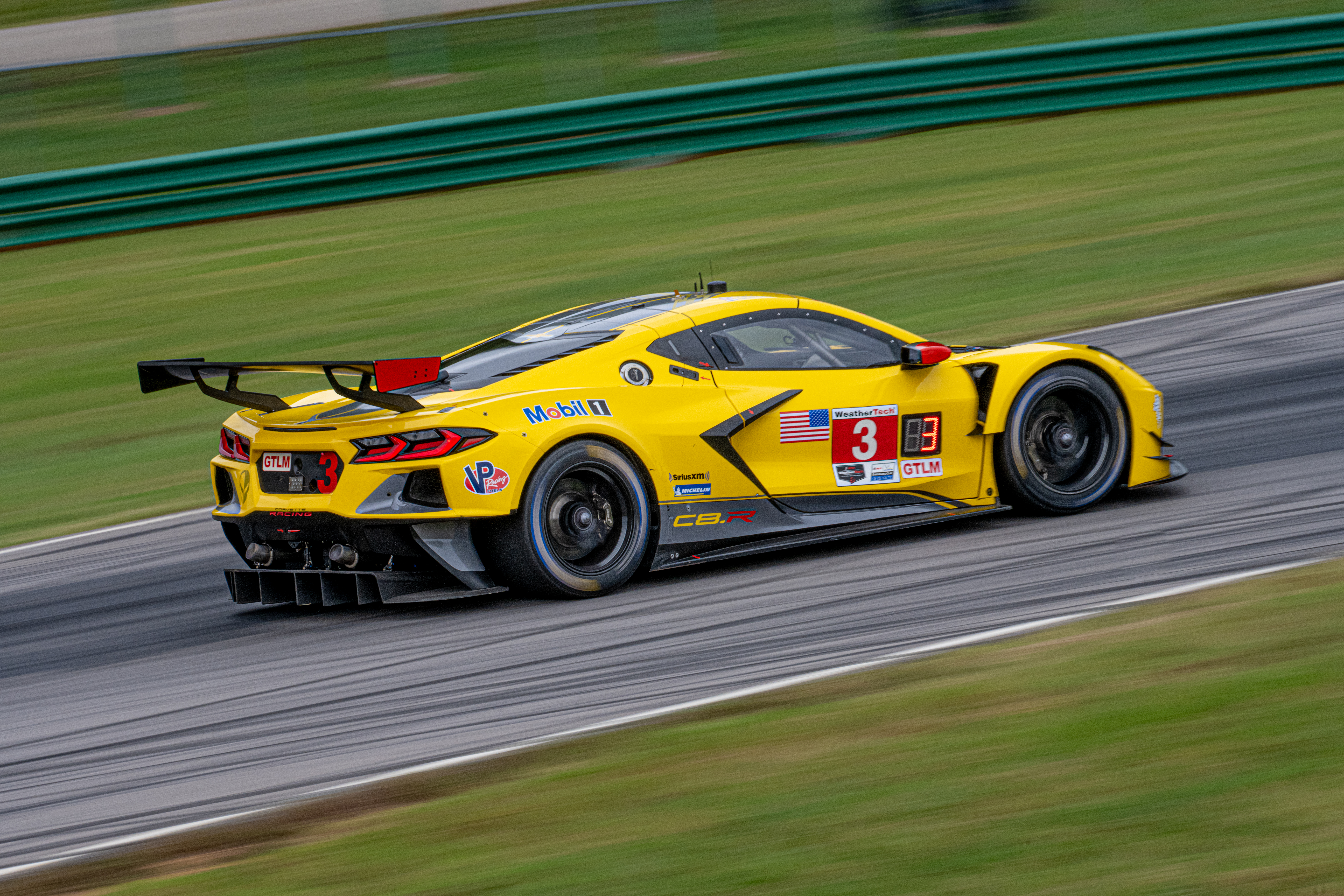
Chevrolet Corvette C8.R de Pratt & Miller en 2021.

- Cadillac CTS-V (Pirelli World Challenge GT)
- Chevrolet Corvette C6.R (GT1, GT2)
- Cadillac ATS-V.R GT3 (Pirelli World Challenge GT)
- Chevrolet Corvette C7.R (IMSA GTLM y LMGTE)
- Chevrolet Corvette C8.R (IMSA GTLM/GTD Pro y LMGTE)